# فردریک پنجم
فردریک پنجم دانمارک (انگلیسی: Frederick V of Denmark؛ ۳۱ مارس ۱۷۲۳ – ۱۴ ژانویهٔ ۱۷۶۶) پادشاه دانمارک و نروژ بود.